# Kinase

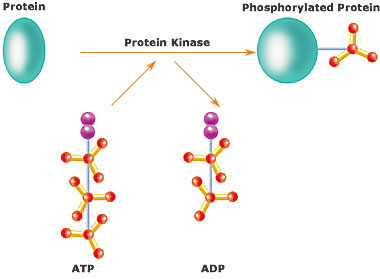
Schéma de fonctionnement des kinases

Les kinases, appelées à tort phosphorylases[réf. nécessaire] (catalyseurs de la phosphorolyse), sont des enzymes du groupe des transférases catalysant les réactions de phosphorylation par l'ajout d'un ion phosphate à une molécule cible à partir de l'ATP. La molécule cible, appelée le substrat, peut être une protéine, un lipide, un sucre ou encore une kinase.
Les kinases sont plus ou moins spécifiques et sont régulées par des combinaisons de seconds messagers.
Les deux principales classes de kinases sont les tyrosine kinases et les sérine-thréonine kinases .
Il existe un grand nombre de kinases, parmi lesquelles :
- l'hexokinase catalysant la phosphorylation des hexoses ;
- la glucokinase catalysant la phosphorylation du glucose ;
- la créatine kinase ;
- les récepteurs à activité tyrosine kinase ;
- la protéine Janus kinase 2 ;
- les kinases cycline-dépendantes.

## Protéines kinases
Les mécanismes de phosphorylation-déphosphorylation sont extrêmement courants pour réguler l'activité de la cellule. La signalisation cellulaire fait intervenir des protéine kinases qui vont agir sur différents substrats spécifiques pour induire une réponse appropriée de la cellule. Parmi les protéines kinases mobilisées par les récepteurs membranaires et intervenant dans la transduction du signal, on peut citer les PKA (activés par AMP cyclique), les PKG (activées par GMP cyclique), les PKC (activés par du calcium et des diglycérides), les MAPK, les JAK, etc. Certains récepteurs membranaires ont eux-mêmes une activité protéine kinase, dite intrinsèque, comme le récepteur de l'EGF (EGFR ou Epidermal Growth Factor Receptor). Cette protéine intervient dans la régulation de la prolifération cellulaire. Celle-ci est d'ailleurs mutée dans près de 80 % des cancers pulmonaires[réf. nécessaire].